# Il y a des jours... et des lunes
Il y a des jours... et des lunes és una pel·lícula francesa dirigida per Claude Lelouch, estrenada el 1990.

## Argument
Influència de la lluna sobre alguns personatges per a aquesta trenta-unena pel·lícula, convertida en trenta-un dies per als trenta anys de Film 13.

## Repartiment
- Gérard Lanvin: el camioner
- Annie Girardot: la dona sola
- Marie-Sophie L.: Sophie
- Francis Huster: el sacerdot
- Vincent Lindon: el gerent de l'hostal
- Philippe Léotard: el cantant abandonat
- Gérard Darmon: un motorista llunàtic
- Serge Reggiani: el pare de Sophie
- Véronique Silver: la mare de Sophie
- Christine Beguda: la dona del gerent de l'hostal
- Charles Gérard: l'home del ganivet
- Michel Creton: un segon home del ganivet
- Caroline Micla: Caroline, la núvia
- Jacques Gamblin: el marit de Caroline
- Patrick Bruel: el músic que perd el seu avió
- Didier Sauvegrain: el metge d'urgències
- Laurent Spielvogel

## Al voltant de la pel·lícula
- Destacar, les aparicions de Jean-Claude Dreyfus (l'home responsable de l'accident) de Patrick Bruel (el músic que perd el seu avió) i de Jorge Donn (el ballarí).

## Premis
- Selecció oficial en el Festival Internacional de Cinema de Venècia 1990.